# Фёдоровское (платформа)
Фёдоровское — остановочный пункт тупиковой линии Софрино — Красноармейск Ярославского направления Московской железной дороги в Пушкинском районе Московской области.
Находится на расстоянии 9 километров от Софрино и 7 километров от Красноармейска. Платформа названа по находящейся рядом деревне Фёдоровское.
Первая платформа Фёдоровское в 1956 году была построена примерно в 400 метрах западнее, в месте пересечения с автодорогой в садовые товарищества. В 1987 году, когда на линии были построены низкие платформы, станция была перенесена по просьбе жителей ближе к деревне. Нынешняя платформа построена к 1995 году. Платформа высокая, боковая, один путь. Линия электрифицирована с 1993 года.
Через платформу проходит от 6 до 8 пар поездов.
Реконструкции платформа не подвергалась, турникеты отсутствуют, кассы нет, навесов от дождя тоже нет. С платформы два спуска: в центре платформы — в деревню Фёдоровское, и конце платформы (со стороны Софрино) в дачные поселки Маяк и Горизонт.
До 1995 года по ветке от Софрино до Красноармейска ходил небольшой поезд на дизельной тяге. Платформа была короткой (на 4 вагона) и низкой.